# Adolph von La Valette-St. George
Adolph von La Valette-St. George (Lohmar, 14 novembre 1831 – Bonn, 29 novembre 1910) è stato un anatomista e zoologo tedesco, noto per la sua ricerca in biologia dello sviluppo.

## Biografia
Ha studiato presso le università di Berlino, Monaco e Würzburg, dove è stato allievo di Albert von Kölliker. Nel 1855 ha conseguito il dottorato con la tesi Symbolae ad Trematodum evolutionis historiaman, poi nel 1857 ha ricevuto il suo dottorato in medicina. Nel 1858 ha conseguito il titolo di docente presso l'Università di Bonn, dove nel 1862 è diventato professore. Nel 1875 è stato nominato professore ordinario e successore di Max Schultze, come direttore dell'istituto anatomico di Bonn.
Egli è accreditato per aver coniato il spermatocita (1876), il spermatogonio (1876) e il spermatide (1886). Alcune fonti citano che La Valette-St. George era stato il primo ad osservare ciò che in seguito sarebbe stato conosciuto come l'Apparato del Golgi (1865, 1867), una struttura che ha descritto nelle cellule sessuali di lumache.

## Opere principali
Con Heinrich Wilhelm Gottfried von Waldeyer-Hartz (dal 1874) e Oscar Hertwig (dal 1889), è stato co-editore della rivista Archiv für mikroskopische Anatomie.
Altri dei suoi lavori scientifici noti:
- Entwicklung der Trematoden, 1859
- Studien über die Entwicklung der Amphipoden, 1860.
- Ueber die Entwicklung der Isopoden, 1864.
- Ueber eine neue Art amöboider Zellen, 1865.
- Ueber die Genese der Samenkörper, 1865.
- Ueber den Keimfleck und die Deutung der Eitheile, 1866.
- Entwicklung der Samenkörper beim Frosch, 1868.
- Ueber einen neuen Fischbrutapparat, 1882.
- Zelltheilung und Samenbildung bei Forficula auricularia, 1887.
- Ueber innere Zwitterbildung beim Flusskrebs, 1892
- Zwitterbildung beim kleinen Wassermolch, 1895
- Zur Samen- und Eibildung beim Seidenspinner (Bombyx mori), 1897.
- Die Spermatogenese bei den Säugethieren und dem Menschen, 1898.[2]